# Crusader Gold
Crusader Gold (A Cruzada do Ouro, no Brasil) é um livro escrito pelo autor canadense David Gibbins que retrata a jornada do arqueólogo Jack Howard em busca de uma menorá feita de ouro puro e que supostamente teria feito parte do templo de Salomão.